# 新月鸚嘴魚
新月鸚嘴魚（学名：Scarus festivus），又名橫紋鸚哥魚、雜色鸚嘴魚，俗名鸚哥、青衣，為輻鰭魚綱鱸形目隆頭魚亞目鸚哥魚科的其中一種。

## 分布
本魚分布於印度太平洋區，包括東非、馬爾地夫、琉球群島、台灣、澳洲、豪勳爵島、印尼、馬來西亞、中國南海、越南、菲律賓、密克羅尼西亞、馬里亞納群島、馬紹爾群島、所羅門群島、法屬玻里尼西亞等海域。

## 深度
水深3至30公尺。

## 特徵
本魚體延長而略側扁。頭部輪廓呈平滑的弧型，隨著成長，眼上方之頭背部略隆起。魚體在20公分以下時全身均一為棕色調。綜端型雄魚體藍綠色，鱗片鑲有黃色緣。前額具有明顯的凸起。齒板之外表面平滑，上齒板幾被上唇所覆蓋；上齒板具一犬齒，下齒板具一或二犬齒；每一上咽骨具1列臼齒狀之咽頭齒。此外，在眼睛前方、後方及上方各有二條綠色的短斑紋。頰部及尾柄部為粉白色。背鰭硬棘9枚、背鰭軟條10枚、臀鰭硬棘3枚、臀鰭軟條9枚。體長可達50公分。

## 生態
本魚喜棲居於礁湖或珊瑚礁外緣海域，以啃食珊瑚為主。

## 經濟利用
食用魚類，利用溫火燒烤或紅燒皆適宜，較不新鮮者可做魚鬆。